# أصل الشعب اللومباردي (كتاب)

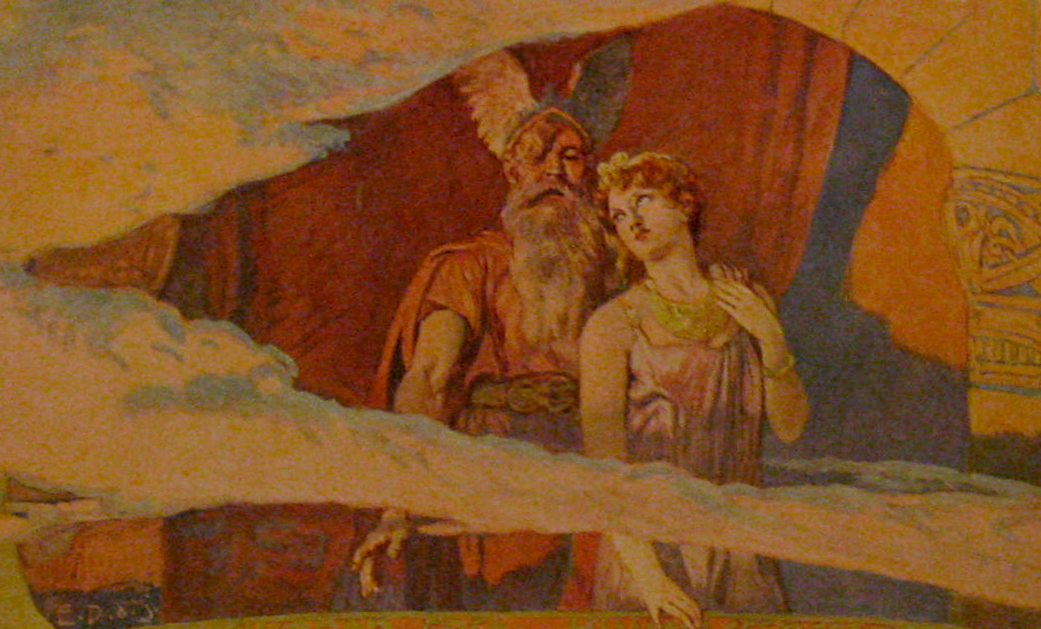
وودن وفريغ ينظران من نافذتهما في السماوات نحو نساء الوينيلي دونهما (1905) بريشة إيميل دوبلر.

أصل الشعب اللومباردي (باللاتينية: Origo Gentis Langobardorum) هو مؤلف قصير من القرن السابع الميلادي يروي أسطورة نشوء الشعب اللومباردي. يحكي الجزء الأول أصل وتسمية اللومبارد، والنص التالي أشبه بقائمة بملوك اللومبارد حتى حكم بركتاريت (672-688) مما يساعد على تأريخ تأليف الكتاب.